# Coleirinho
O coleirinho (Sporophila caerulescens) é uma espécie de ave da família Thraupidae. Ao redor do Brasil, também é chamado de coleiro, coleirinha, papa-capim-de-coleira, papa-capim-de-gola ou coleirinho de gola.

## Habitat
Seu habitat são campos abertos e capinzais. Ocorrendo praticamente em todo Brasil, com exceção da Região Amazônica. Também é encontrado na Argentina, Bolívia, Paraguai, Peru e Uruguai. É um pássaro muito conhecido e criado no Brasil. Devido ao crescente desmatamento observa-se o aparecimento destas aves em regiões urbanas, onde podem ser avistados nos quintais das casas e nas ruas das cidades, à procura de alimento.

## Características
É uma ave muito apreciada por criadores, profissionais e amadores, devido à beleza de seu canto.
O macho possui um colar branco e negro ao lado da garganta, a fêmea possui cor parda, sendo mais escura nas costas. A fêmea não é cantora.
O seu tamanho varia entre 10-12 cm

## Dieta
Alimenta-se principalmente de pequenas sementes. Quando criada em cativeiro, sua dieta baseia-se em alpiste,painço e capim selvagem. Suas sementes favoritas são as da braquiária, do capim-marmelada e do pendão.

## Canto
Na Região Sudeste, os criadores classificam o coleirinho em dois diferentes tipos, levando em consideração o seu canto: Tuí-Tuí e o Grego, sendo o primeiro de canto mais puro e melodioso, consequentemente mais valorizado.
porém assim como o para-capim, o coleiro pode apresentar muitos outros cantos como:tui tui puro,tui tui flautado,tui tui apito,tui tui zel zel,tui tui zero zero,tui tui tcheu tchei,tui tui tcha tcha ,vi vi ti, grego ou mateiro,assobiado,sil sil,além das variaçoes como os cantos fibras e os cantos cortados.

## Reprodução
Reproduz-se entre agosto e fevereiro, sendo que em algumas regiões e em casos de abundância de alimento pode reproduzir-se durante todo o ano, principalmente em regiões de clima quente. Sua ninhada geralmente constitui-se de dois filhotes, os quais são valentemente protegidos pelos pais contra predadores, não obstante seu tamanho reduzido.
Formam casais fiéis, e sua reprodução em cativeiro se dá facilmente, necessitando apenas de um espaço amplo, preferencialmente acima de 2 metros quadrados, sendo que sua cópula acontece com a fêmea parada e o macho a sobrevoa durante longos períodos.

## Subespécies
- Sporophila caerulescens caerulescens (Vieillot, 1823) - A forma descrita acima. Ocorre da Bolívia até o Paraguai, Uruguai e Argentina; sudeste, centro-oeste e sul do Brasil.
- Sporophila caerulescens hellmayri (Wolters 1939) - Muito parecido com a forma nominal, só que é, do píleo à nuca, incluindo os lados da cabeça, totalmente de um negro brilhante. Observe que, na forma nominal, o negro não se estende até a nuca ou nos lados da cabeça, transformando-se, gradualmente, em cinza. Ao contrário do que muitos pensam, a forma que tem a barriga amarela não é esta subespécie, mas, sim, apenas um morph da forma original. Ocorre no sul da Bahia e Espírito Santo.
- Sporophila caerulescens yungae (Gyldenstolpe, 1941) - Muito parecido com a forma nominal, só que tem menos negro na cabeça, que é, quase toda, cinza. Ocorre no norte da Bolívia, na região de La Paz, Cochabamba e Beni;